# Lochkoppel

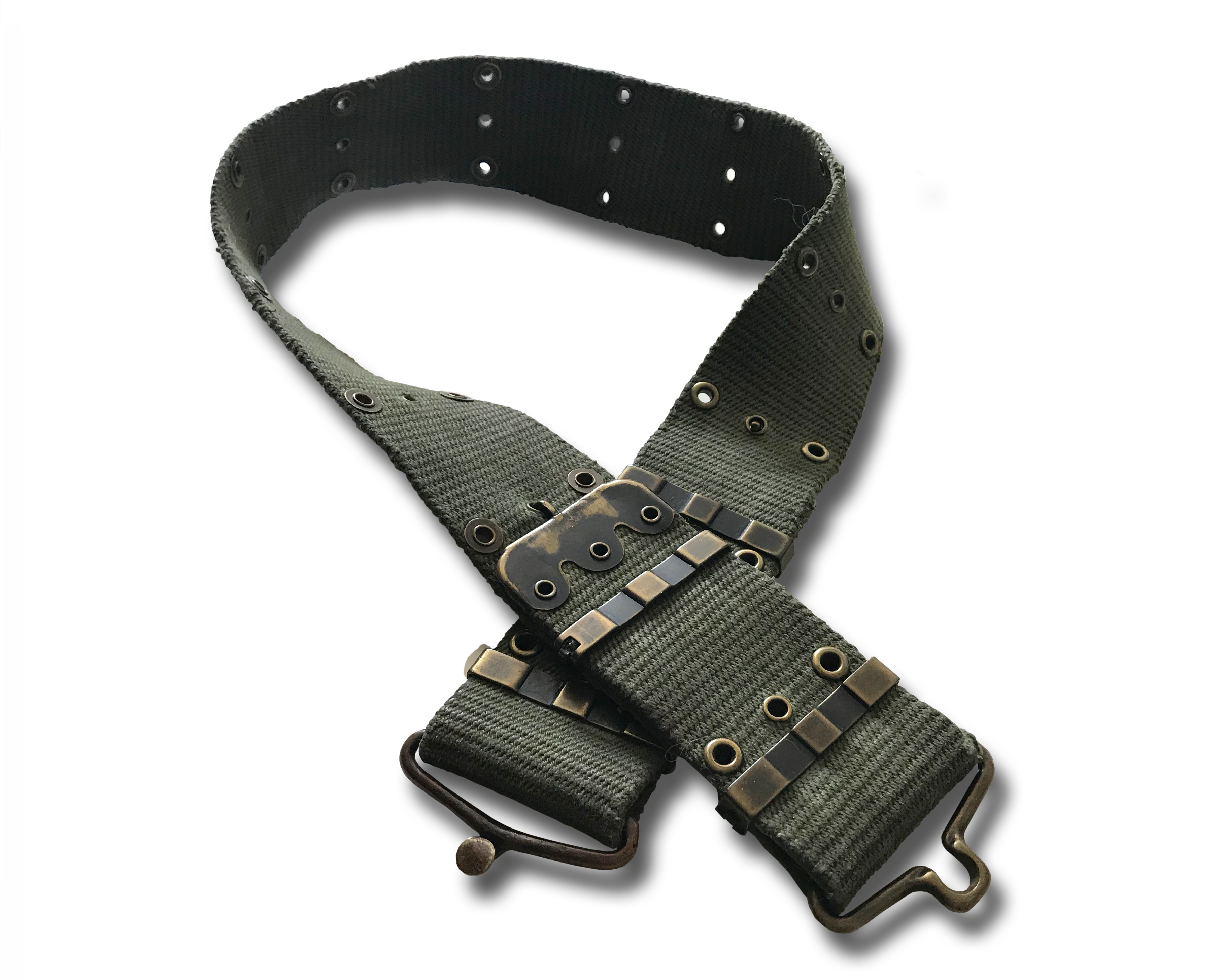
US-Amerikanisches Lochkoppel Version "M1956". Ausführung ca. 1968/69

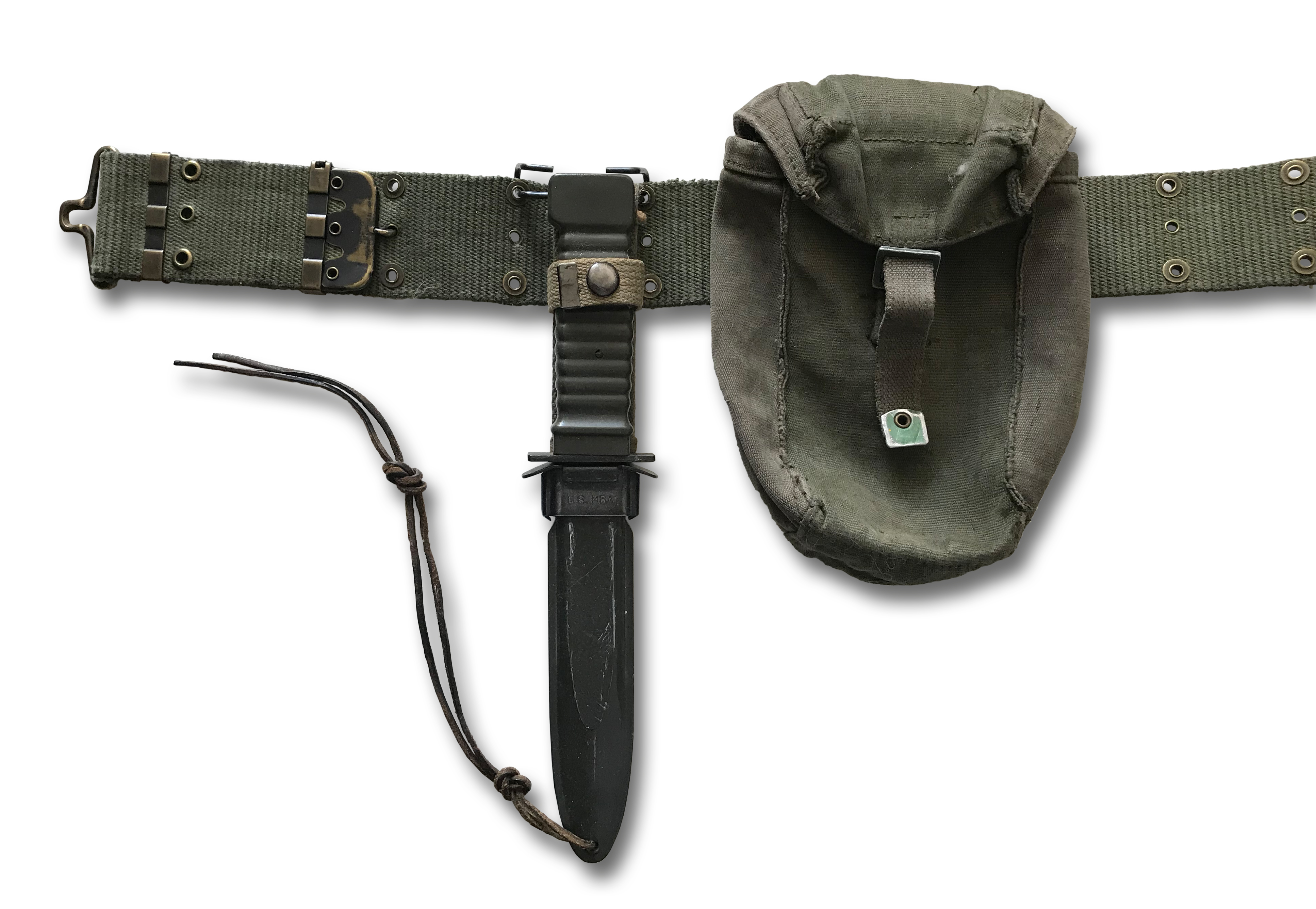
Lochkoppel bestückt mit Messer und Magazin-Tasche.

Ein Lochkoppel ist ein Gürtel, der mit Löchern versehen ist, die meistens durch Ösen verstärkt sind. Die Löcher weisen einen bestimmten Abstand auf. Das Koppel selbst kann aus Leder, Nylon oder einem anderen, relativ belastbaren Material bestehen. Das Lochkoppel wird vor allem im militärischen Bereich verwendet. Dank des Aufbaus eines Lochkoppels können diverse Taschen leicht und stabil an dieser befestigt werden.
Lochkoppel gibt es in verschiedenen Ausführungen – in der Praxis verwenden die Armeen verschiedener Länder jeweils eigene Lochkoppelsysteme, es gibt jedoch gewisse „Standards“, die immer wieder, auch in unterschiedlichen Ländern, Verwendung finden.
Neben dem reinen Lochkoppel gibt es auch komplette Tragesysteme – das Lochkoppel wird hierbei um z. B. Koppeltragegestelle ergänzt, um den Tragekomfort des Koppels zu erhöhen. Man muss hierbei bedenken, dass an einem Koppelsystem neben Trinkwasserflaschen auch Magazine, Klappspaten, ABC-Schutzmaske und sonstige Gegenstände befestigt werden können.
Lochkoppel bzw. Koppeltragesysteme werden in jüngster Zeit oft durch sogenannte „taktische Einsatzwesten“ ersetzt. Diese Westen bieten neben der Befestigung von diversen Taschen den Vorteil einer komfortableren Trageweise. Auch sind bei diesen Westen die einzelnen Taschen besser für den Träger erreichbar.